# Khan Tuman
Khan Tuman (tiếng Ả Rập: خان طومان) là một ngôi làng ở phía bắc Syria, một phần hành chính của quận Mount Simeon của tỉnh Aleppo, nằm ở phía tây nam Aleppo. Các địa phương gần đó bao gồm Urum al-Kubrah, Urum al-Sughrah, al-Shaykh Ali và al-Zurbah. Theo Cục Thống kê Trung ương Syria, Khan Tuman có dân số 2.781 người trong cuộc điều tra dân số năm 2004. Ngôi làng được xây dựng trên một ngọn đồi nằm ở phía đông sông Queiq. Nó được biết đến với <i id="mwFA">caravanserai</i> lịch sử của nó có từ năm 1189.